# Цзимислав
Цзимислав або Чемислав (лат. Cimusclus) — князь лужичан (сорбів), наступник князя Милидуха.
Правив сорбами в середиці ІХ ст., протистояв навалі германських племен на землі лужичанських слов'ян. Загинув 840 року в битві з саксами при Кесигесбурзі.